# Скорбящий Иисус (Сатанов)
Скорбящий Иисус (укр. Скорботний Ісус ) — один из старейших памятников на территории Украины, посвящённый национально-освободительной войне под руководством Богдана Хмельницкого. Установлен в пгт Сатанов Городокского района Хмельницкой области Украины.

## История
В сентябре 1653 года казацкое войско подошло к Сатанову, тогда одному из богатейших городов Подолья. Городок окружали мощные стены, однако горожане сами отворили ворота перед армией Хмельницкого. Не сдался только гарнизон Сатановского замка. Вскоре гарнизон замка вместе с прятавшимися за его стенами мирными жителями (поляками и украинцами-униатами) был истреблён казаками. После того, как Сатанов был отбит войском коронного гетмана Мартина Калиновского, за поддержку повстанцев всё православное население Сатанова приговорили к казни. Позже трибунал смягчил приговор — казнили только каждого десятого, невзирая на пол и возраст.
В память о «спасении» Сатанова от бунтовщиков и о жертвах содеянной казаками резни пан М. Калиновский приказал построить памятный знак — на четырёхметровую колонну установили скульптуру скорбящего Иисуса (последняя около 1 м высотой).
Фигура Христа выполнена в наивно-примитивистском стиле, по-видимому, её автором был кто-то из местных умельцев. Отштукатуренная цементом колонна-постамент дисгармонирует с покрытой лишайником старинной скульптурой. Точно неизвестно, почему монумент соорудили не в центре города на рыночной площади или возле костёла. Не исключено, что памятник поставили на братской могиле защитников замка. Ныне памятник стоит на задворках поселковой больницы.